# Chochół (Świętajno)
Chochół (deutsch Friedrichsfelde) ist ein Dorf in der polnischen Woiwodschaft Ermland-Masuren. Es gehört zur Gmina Świętajno (Landgemeinde Schwentainen, 1938 bis 1945 Altkirchen (Ostpr.)) im Powiat Szczycieński (Kreis Ortelsburg).

## Geographische Lage
Chochół liegt in der südlichen Mitte der Woiwodschaft Ermland-Masuren, 16 Kilometer östlich der Kreisstadt Szczytno (deutsch Ortelsburg).

## Geschichte

### Ortsgeschichte
Friedrichsfelde wurde am 18. Juli 1783 als köllmischer Gutshof gegründet. Bis 1908 war das Dorf ein Gutsbezirk und wurde dann in eine Landgemeinde umgewandelt.
Zwischen 1874 und 1945 war das Dorf in den Amtsbezirk Klein Jerutten (polnisch Jerutki) im ostpreußischen Kreis Ortelsburg eingegliedert, während der Forstgutsbezirk einen eigenen Amtsbezirk bildete.
Im Jahre 1910 zählte das Dorf 151 Einwohner, im Jahre 1933 waren es 125 und 1939 noch 115.
Aufgrund der Bestimmungen des Versailler Vertrags stimmte die Bevölkerung in den Volksabstimmungen in Ost- und Westpreussen am 11. Juli 1920 über die weitere staatliche Zugehörigkeit zu Ostpreußen (und damit zu Deutschland) oder den Anschluss an Polen ab. In Friedrichsfelde (einschließlich Oberförsterei Friedrichsfelde) stimmten 109 Einwohner für den Verbleib bei Ostpreußen, auf Polen entfielen keine Stimmen.
In Kriegsfolge kam Friedrichsfelde 1945 mit dem gesamten südlichen Ostpreußen zu Polen und erhielt die polnische Namensform „Chochół“. Heute ist das Dorf Sitz eines Schulzenamtes (polnisch Sołectwo) und als solches eine Ortschaft im Verbund der Gmina Świętajno (Schwentainen, 1938 bis 1945 Altkirchen (Ostpr.)) im Powiat Szczycieński (Kreis Ortelsburg), bis 1998 der Woiwodschaft Olsztyn, seither der Woiwodschaft Ermland-Masuren zugehörig. Im Jahre 2011 zählte Chochół 59 Einwohner.

### Amtsbezirk Friedrichsfelde (1874–1945)
Der Amtsbezirk Friedrichsfelde bestand aus den Orten:
| Deutscher Name          | Geänderter Name 1938 bis 1945 | Polnischer Name | Anmerkungen                                              |
| ----------------------- | ----------------------------- | --------------- | -------------------------------------------------------- |
| Friedrichsfelde (Forst) |                               | Chochól         | ab 1929: „Johannisburger Heide, Anteil Kreis Ortelsburg“ |
| Borken (bei Farienen)   | Wildheide (Ostpr.)            | Borki Rozowskie |                                                          |
| Kokosken                | Kleinlindengrund              | Kokoszki        | 1881 in den Amtsbezirk Farienen umgegliedert             |
| Langenwalde             |                               | Długi Borek     |                                                          |
| Lipniak (bei Farienen)  | Lindenheim                    | Lipniak         | 1881 in den Amtsbezirk Farienen umgegliedert             |
| Wysockigrund            | (ab 1932:) Lindengrund        | Wysoki Grąd     | 1881 in den Amtsbezirk Farienen umgegliedert             |

## Kirche
Bis 1945 war Friedrichsfelde in die evangelische Kirchengemeinde Schwentainen in der Kirchenprovinz Ostpreußen der Kirche der Altpreußischen Union sowie in die römisch-katholische Pfarrei Ortelsburg im damaligen Bistum Ermland eingepfarrt.
Heute gehört Chochół katholischerseits zur Pfarrei der St.-Andreas-Bobola-Kirche Świętajno im jetzigen Erzbistum Ermland, evangelischerseits zur Kirchengemeinde  Szczytno in der Diözese Masuren der Evangelisch-Augsburgischen Kirche in Polen.

## Verkehr
Chochół liegt an der verkehrsreichen polnischen Landesstraße 53 (ehemalige deutsche Reichsstraße 134), die von Olsztyn (Allenstein) über Szczytno (Ortelsburg) nach Rozogi (Friedrichshof) und weiter bis nach Ostrołęka in der Woiwodschaft Masowien führt. Mit den Nachbarorten Świętajno und Jeruty (Groß Jerutten) ist das Dorf durch Nebenstraßen verbunden.
Jeruty ist auch die nächste Bahnstation an der Bahnstrecke Olsztyn–Ełk (deutsch Allenstein–Lyck).